# Canadiske Premier League
Den canadiske Premier League (CPL) (engelsk: Canadian Premier League, fransk: Première ligue canadienne) er den øverste fodboldliga i Canada. Liagen der blev grundlagt i 2017 og havde sin første sæson i 2019. Ligaen består af syv hold. Sæsonen løber fra slutningen af april til oktober. Hvert hold spiller 28 kampe, herunder 14 på hjemmebane og 14 udebanebane. Vinderne af de to sæsoner konkurrerer i CPL Championship. CPL-mesteren får en plads i CONCACAF League, hvor der spiller mod hold fra Mellemamerika og Caribien. Alle CPL-hold spiller også i Canadian Championship mod canadiske klubber fra andre ligaer.
Ligaen blev officielt etableret af den Canadian Soccer Association den 6. maj 2017, oprindeligt med en blød lanceringsdato i 2018, der senere blev skubbet til 2019. Ligaens fokus er at forbedre de nationale fodbold talentter og sporten i Canada ved hjælp af enkle krav. Disse omfatter et mindste krav af canadiske spillere på holdet, krav om U-21 spillere og universitets spillere.
I modsætning til det franchise-baserede system, der anvendes i Major League Soccer og andre nordamerikanske sportsligaer, bruger den canadiske Premier League et klubbaseret system, med det formål at tilføje flere hold og til sidst have forfremmelse og nedrykning inden for det canadiske fodboldligaasystem som vi kender det fra Europa.
Den canadiske Premier League har hovedkontor i Toronto, Ontario om med planer om et andet kontor i Hamilton, Ontario.

## Nuværende klubber i Premier League
- Atlético Ottawa
- Cavalry FC
- FC Edmonton
- Forge FC
- HFX Wanderers FC
- Pacific FC
- Valour FC
- York United FC